# Kirsti Bergstø
Kirsti Bergstø (Rana, Nordland, 1 de julio de 1981) es una política noruega. Actualmente, lidera desde 2023 el Partido de la Izquierda Socialista, y desde 2021 representa a Akershus en el Storting.

## Biografía

### Primeros años y formación
Bergstø nació en Rana, provincia de Nordland, el 1 de julio de 1981, hija de Harald Bergstø, bombero municipal (fallecido en 1996), y de Erna Bergstø, trabajadora social.
Estudió pedagogía especializada en bienestar infantil en la Høgskolen i Finnmark (2001-2002 y 2008-2009) y en la Høgskolen i Oslo (2004-2006).

### Carrera profesional
Antes de dedicarse a tiempo completo a la política, trabajó en un centro de vivienda asistida (2002-2003), en un programa extraescolar (2003-2004), en un refugio para mujeres en Alta (2009), en la administración pública de bienestar (NAV) en Nesseby (2009-2010) y en los servicios comunitarios de Nesseby (2012-2013).

### Carrera política

#### Inicios
Entre 1999 y 2003 fue representante suplente en el consejo provincial de Finnmark. Participó en la Elevorganisasjonen una organización estudiantil, siendo vicelíder local (1998-2000) y nacional (2000-2001). Posteriormente integró el comité central de Sosialistisk Ungdom (2002-2008), donde fue líder adjunta (2004-2006) y líder nacional (2006-2008). De 2008 a 2010 integró el comité central de la organización Nei til EU.

#### Cargos en el gobierno y el parlamento
Fue secretaria de Estado en el Ministerio de Infancia, Igualdad e Inclusión desde noviembre de 2010 hasta marzo de 2012.
Entre 2013 y 2017 fue miembro del Storting por Finnmark y, desde 2021, lo es por Akershus. Además, presidió el Comité de Trabajo y Asuntos Sociales hasta 2023 y, desde ese año, forma parte del Comité Ampliado de Asuntos Exteriores y Defensa, así como del Comité Electoral.

### Liderazgo en el SV
En marzo de 2017 fue elegida vicejefa del SV, cargo que desempeñó hasta marzo de 2023. En febrero de 2023 fue nominada unánimemente como candidata a la presidencia del partido tras la retirada de Audun Lysbakken, siendo elegida el 18 de marzo de 2023.

## Vida personal
Tiene pareja, de nombre Atle, y un hijo. En diciembre de 2024 solicitó una licencia parlamentaria para cuidar a su madre enferma de cáncer.